# Faust Vrančić (1976)
Faust Vrančić, poprzednio Spasilac – chorwacki, wcześniej jugosłowiański okręt ratowniczy, używany następnie jako okręt szkolny i dowodzenia w składzie Straży Przybrzeżnej, w służbie od 1976 roku. Nosił numer burtowy PS 12, następnie BS 73.

## Budowa
Okręt został zaprojektowany w Jugosławii i zbudowany w stoczni im. Tito w Belgradzie jako okręt ratowniczy dla marynarki wojennej Jugosławii. Przystosowany był do prac nurkowych i zwalczania pożarów. Mógł także służyć jako baza dla pojazdu podwodnego.
Okręt wszedł do służby 10 września 1976 roku. Zbudowano także okręt bliźniaczy „Zlatica”, sprzedany w 1982 roku dla marynarki wojennej Libii („Al Munjed”).

## Opis
Wyporność pełna wynosi 1590 ton. Długość całkowita wynosi 55,5 m, szerokość 12 m, a zanurzenie 4,3 m.
Załoga liczyła 53 osoby. Przewidziane są kajuty dla dodatkowych 19 osób. Po przebudowie i usunięciu funkcji ratowniczych, w służbie Straży Przybrzeżnej załoga liczy 28 osób, w tym 4 oficerów. Okręt może zabrać 250 ton ładunku na pokład, a po przebudowie 300 ton. Okręt mógł również transportować 490 ton paliwa, a po przebudowie 350 ton.
Napęd stanowią dwa silniki wysokoprężne o łącznej mocy 4340 KM, poruszające dwie śruby w dyszach Korta. Prędkość maksymalna wynosi 13 węzłów, a zasięg 4000 mil morskich przy prędkości 12 węzłów. Na dziobie zabudowany jest ster strumieniowy. 
Okręt miał działka wodne do zwalczania pożarów i wyposażenie do prac nurkowych, w tym komorę dekompresyjną. Wyposażenie radionawigacyjne obejmowało między innymi radar nawigacyjny; na początku XXI w. był to Kelvin Hughes Nucleus 5000R (pasmo I). Przed 2015 rokiem radar został wymieniony na Raytheon Anschütz (pasmo E/F/I).
Okręt mógł mieć zamontowane uzbrojenie w postaci dwóch poczwórnie sprzężonych działek przeciwlotniczych kalibru 20 mm M75 i dwóch pojedynczych M71. W służbie Straży Przybrzeżnej okręt uzbrojony jest w dwa działka 20 mm M71.

## Służba

### Jugosławia
Okręt wszedł do służby w marynarce wojennej Jugosławii 10 września 1976 roku jako okręt ratowniczy pod nazwą „Spasilac” (pol. ratownik). Nosił numer burtowy: PS 12.

### Chorwacja

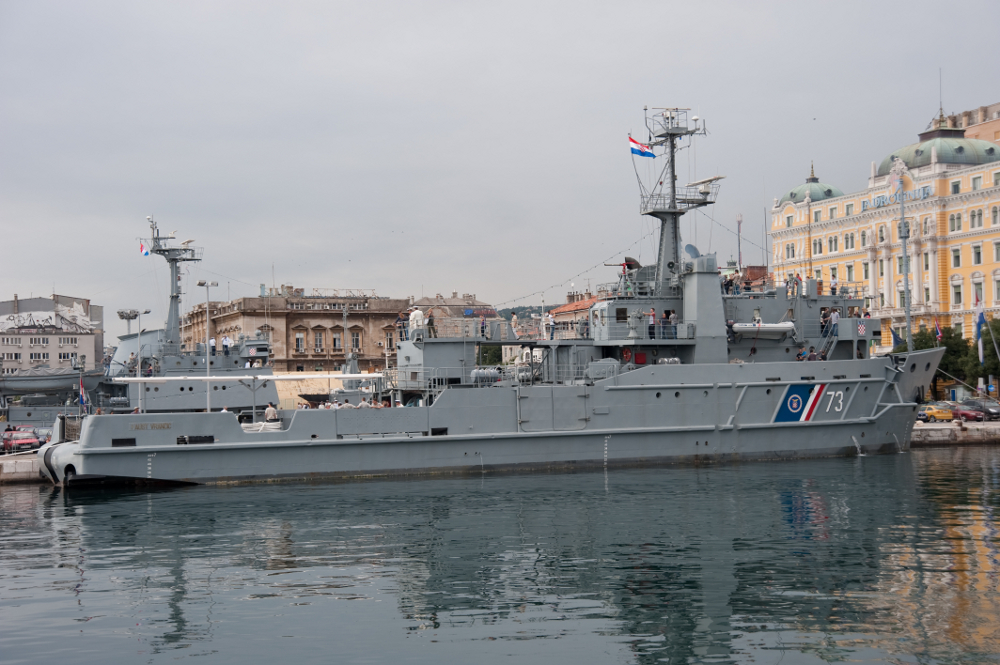
„Faust Vrančić” w 2009 roku

Podczas rozpadu Jugosławii w 1991 roku, okręt przejęty został przez Chorwację i wcielony do Chorwackiej Marynarki Wojennej. Okręt przemianowano następnie na „Faust Vrančić”, a numer malowany na burcie skrócono do  „12”. Najpóźniej w 1997 roku numer burtowy zmieniono na PT 73 (zapisywany jako „73”), a następnie na BS 73.
W 2005 roku został przebudowany i prawdopodobnie wtedy usunięto wyposażenie ratownicze i nurkowe, a okręt przystosowano do roli okrętu szkolnego i dowodzenia. W 2009 roku „Faust Vrančić” został przeniesiony do Straży Przybrzeżnej (podporządkowanej marynarce wojennej).